# 灘浦インターチェンジ
灘浦インターチェンジ（なだうらインターチェンジ）は、富山県氷見市白川にある能越自動車道（七尾氷見道路）のインターチェンジである。

## 歴史
- 2012年（平成24年）3月25日 - 氷見北IC - 当IC間開通に伴い、供用開始[1][2]。
- 2015年（平成27年）2月28日 - 当IC - 七尾大泊IC間が開通[2][3][4][5]。これに伴い、七尾氷見道路が全線開通[4][5]。

## 道路
- E41 能越自動車道（七尾氷見道路） (7番)

## 接続道路
- 富山県道70号万尾脇方線

## 周辺
- 石動山
- 虻ガ島
- 岩井戸温泉
- 大境洞窟住居跡
- 長坂の棚田
- 長寿が滝

## 隣
E41 能越自動車道（七尾氷見道路）
(6)氷見北IC - (7)灘浦IC - (PA)能越県境PA（石動山側）/能越県境PA（仏島側） - (8)七尾大泊IC